# Fléchette (militaire)
Pour les articles homonymes, voir Fléchette (homonymie).
Une fléchette est un projectile pointu en acier, avec une queue à ailettes pour stabiliser sa trajectoire, qui peut être lancé d'un avion ou d'une pièce d'artillerie. En France, on les appelle aussi « balles Bon » ou plus rarement « dards ».

## Histoire

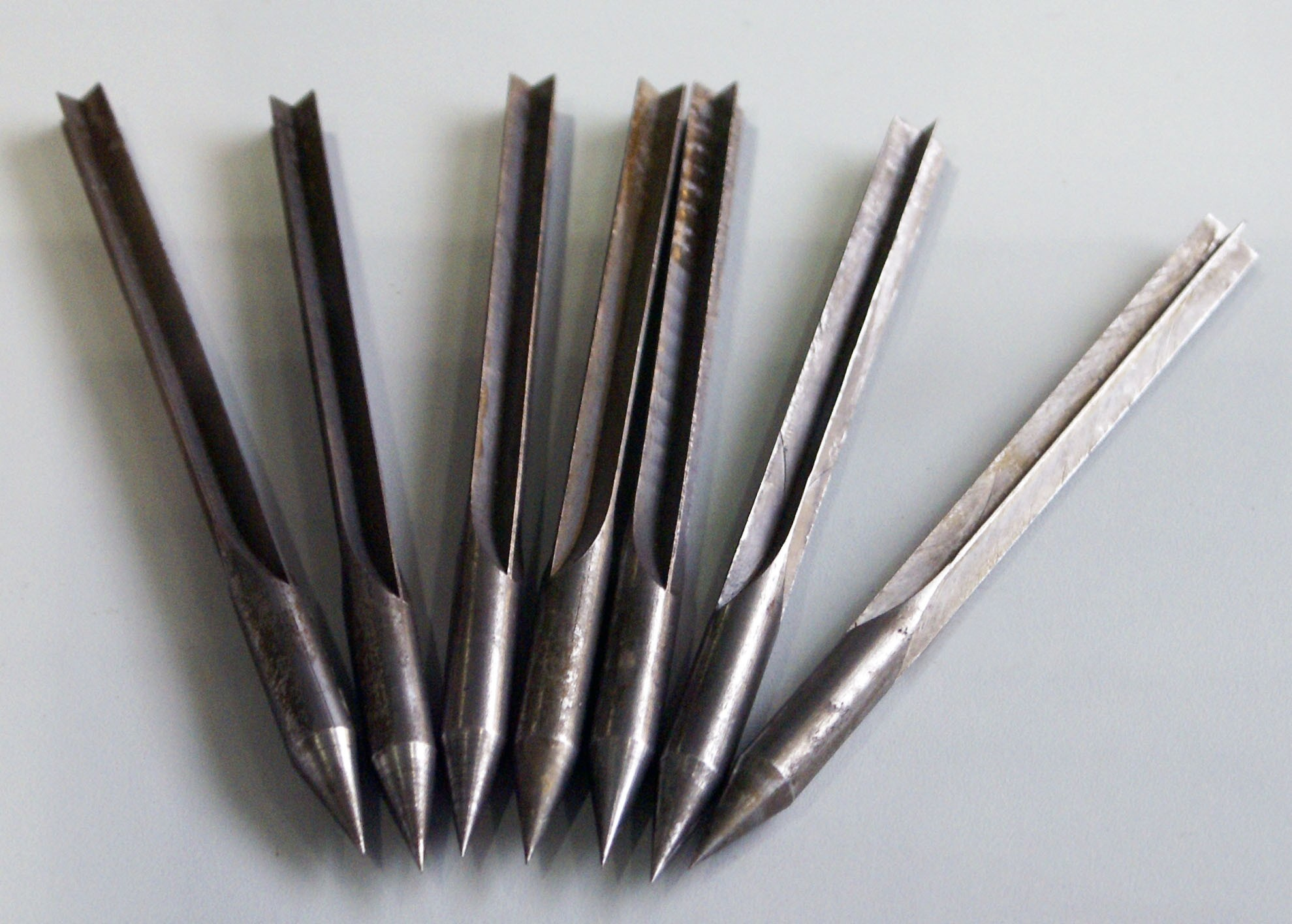
Fléchettes de la Première Guerre mondiale obtenues de la Force aérienne suisse

L'idée de larguer des flèches de métal d'un avion est exprimée par Clément Ader, dans son livre L'Aviation militaire, publié pour la première fois en 1909. L'idée séduit l'armée française, qui entreprend, dès 1910, des essais au camp militaire de Châlons dans le cadre plus large des expérimentations militaires de l'aéronautique. Les expériences sont dirigées par le colonel Bon, qui donnera son nom aux fléchettes, puis, après sont départ à la retraite, par le colonel Estienne.
Séduits par la simplicité, le faible coût et la souplesse d’emploi des fléchettes, plusieurs pays copient ce type de munition, et l'arrivée de la Première Guerre mondiale va laisser libre cours à de vastes applications. Pour la première fois, le 15 août 1914, à l’ouest de Briey, des fléchettes sont larguées sur le 8e bataillon de chasseurs à pied français par l'aviation allemande. En octobre 1914, l’aviation française consomme en moyenne 50 000 fléchettes par jour, ce qui représente près de cent bombardements.
Les fléchettes font environ dix centimètres de long et pèsent une cinquantaine de grammes. L’arrière est cannelé pour améliorer la trajectoire. Largués à partir d'avions ou de Zeppelins sur les tranchées ennemies ou les aérodromes, ces projectiles gravitaires sont capables de percer un casque et le crâne situé en dessous mais leur efficacité n'est pas très bonne. À la suite de l'amélioration des avions et des bombes explosives, l'utilisation des fléchettes décroît à partir de fin 1915.
Des armes similaires appelées « Lazy Dogs (en) » (ou « Yellow Dog Bombs ») sont utilisées par les États-Unis dans les guerres de Corée et du Viêt Nam. Ces sous-munitions de 4,5 cm de longueur étaient larguées d'avion par boîte ou versées par seaux par des équipages d'hélicoptères, atteignant de grandes vitesses subsoniques lors de leur chute. Visant le personnel ennemi et les véhicules non blindés, les fléchettes frappaient les cibles avec la puissance d'une balle.
De plus petites fléchettes ont été utilisées dans des obus d'artillerie spéciaux appelés « ruche » (ainsi nommé pour le bruit de sifflement très distinctif produit par des milliers de fléchettes se déplaçant à vitesse supersonique) et destinées à être utilisées contre des troupes en plein air. Un obus balistique rempli de fléchettes active des détonateurs baromètriques, diffusant des fléchettes et des shrapnels dans toutes les directions. Ils ont été utilisés dans la guerre du Viêt Nam par les artilleurs pour se défendre contre les attaques d'infanterie.
La bombe CBU-107 (de) est une bombe aérotransportée guidée non explosive contenant 3 700 fléchettes d'acier et de tungstène de différentes tailles. Elle a été conçue pour attaquer des cibles où un effet explosif peut être indésirable, telles que des réservoirs de stockage de carburant dans des zones civiles. Elle a été utilisée pour la première fois par l'armée américaine pendant l'invasion de l'Irak par les États-Unis en 2003.
L'hélicoptère de combat français Eurocopter EC665 Tigre, utilise des roquettes équipées de dards qui sont déployés de la munition quelques secondes avant l'impact.
Lors de la dernière guerre russo-géorgienne, les deux pays ont fait valoir que l'autre utilisait des obus à fléchettes contre des cibles urbaines, entraînant des pertes civiles. Bien que ces affirmations fassent encore l'objet d'investigation, il est établi que plusieurs civils (y compris au moins un journaliste) ont été blessés par des munitions de type fléchette.

## Munitions de petit calibre

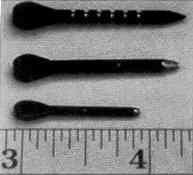
Exemples de fléchettes pour armes de petits calibres (échelle en pouces)

Des fabricants d'armes de petit calibre ont également été attirés par les performances en termes de balistique extérieure et le potentiel de perforation des fléchettes, et un certain nombre de tentatives ont été mis au point des armes tirant des fléchettes.
Les États-Unis sont peut être le seul pays à avoir utilisé une arme de petit calibre tirant des fléchettes au combat. Pendant la guerre du Viêt Nam, 12 fusils de combat de calibre 18,53 mm (gauge 12) ont été utilisés pour tirer des projectiles composés d'environ 20 fléchettes par munition,.
Un certain nombre de prototypes d'armes à fléchettes ont été développés par l'armée américaine dans le cadre du projet Special Purpose Individual Weapon. Certains ont été repris dans le projet Advanced Combat Rifle. Une variante de ce concept est le SCMITR (en), développé dans le cadre du projet du système d'armes de combat rapproché (Close Assault Weapon System). Ce projet impliquait un tir sélectif, et le tir de fléchettes. Le SCIMTR a été conçu pour conserver la balistique extérieure et la pénétration des fléchettes standards, mais tout en augmentant la capacité de blesser en générant des plaies plus grandes.

## Dans la culture
- Le 22 septembre 1915, l'écrivain autrichien Robert Musil est manqué de peu dans une tranchée à Tenna, près de Trente par une fléchette larguée par un avion italien. Il a décrit cette expérience, ainsi que le sifflement durant la chute de l'arme, dans la scène centrale de sa nouvelle Le Merle.

- Paul Klee, qui avait fait une partie de son service militaire dans un hangar à avions, peint en 1922 une peinture à l'huile intitulée Das Haus zum Flieger Pfeil (La maison à la fléchette)[6].